# Pfeiffersche Stiftungen

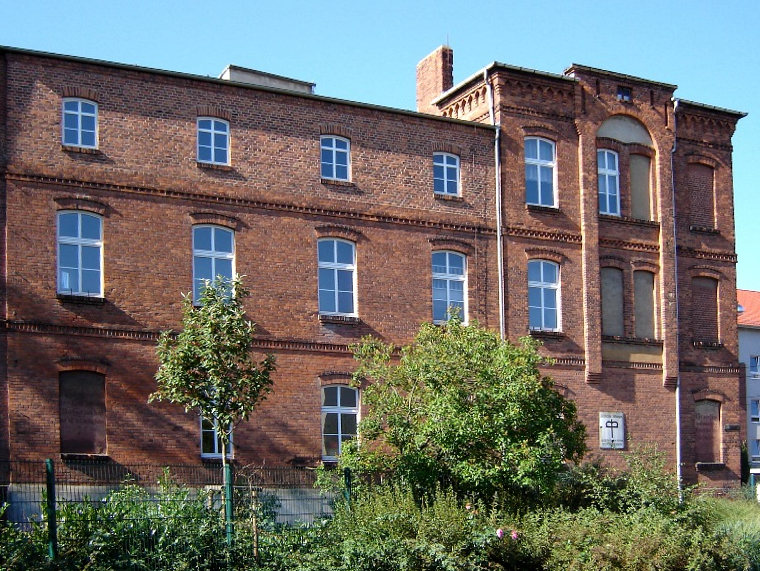
Eckgebäude Pfeifferstraße, Baujahr 1893

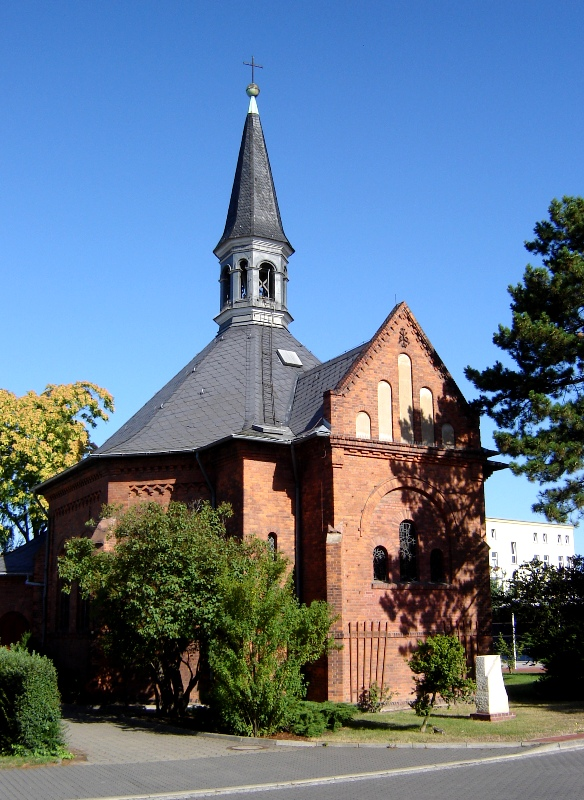
Samariterkirche, Baujahr 1899

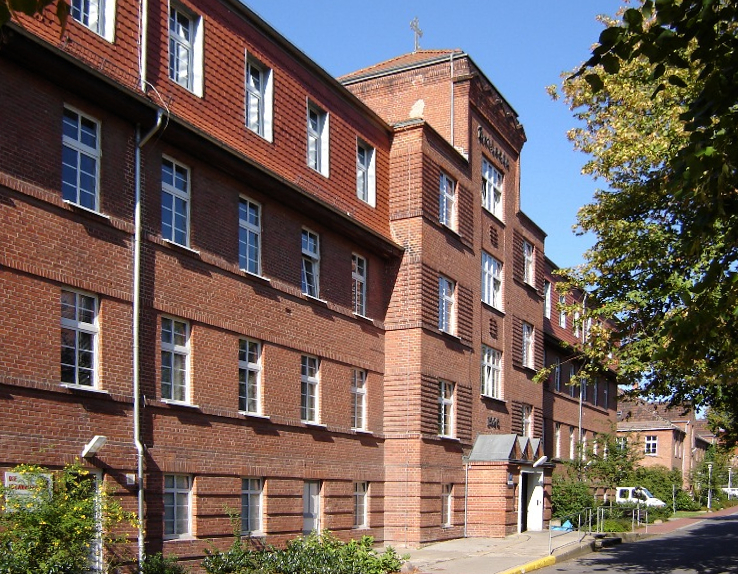
Haus Bethesda, Baujahr 1926

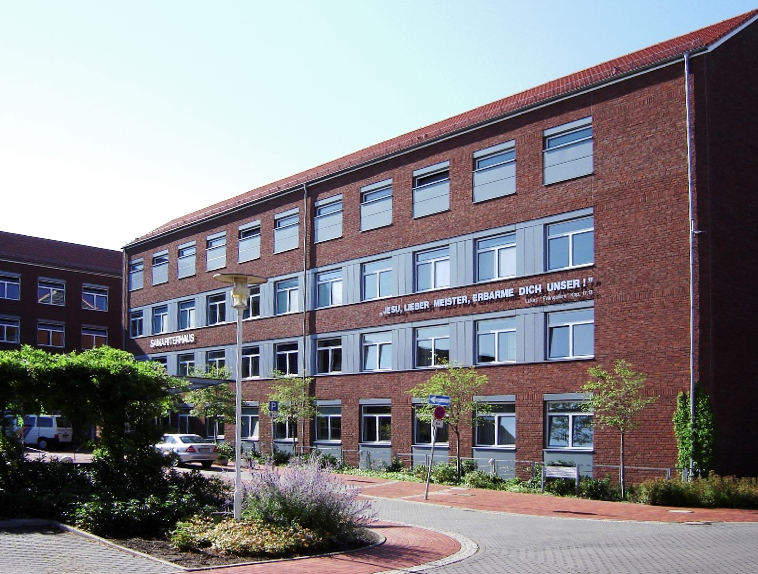
Neubau des Samariterhauses von 1994

Die Pfeifferschen Stiftungen in Magdeburg sind eine der traditionellen diakonischen Komplexeinrichtungen in Sachsen-Anhalt und zählen zu den größeren diakonischen Organisationen in Deutschland. Zwei Krankenhäuser, ambulante und stationäre Wohnangebote sowie Werkstätten für Menschen mit kognitiver oder seelischer Behinderung gehören ebenso dazu, wie Altenpflegeheime und ambulante Dienste. Des Weiteren sind die stationäre und ambulante Hospizarbeit und in gemeinsamer Trägerschaft mit der Caritas ein sozialpädiatrisches Zentrum, Teil des Angebotsspektrums. Seit 2014 sind die Pfeifferschen Stiftungen gemeinsam mit dem Klinikum Magdeburg Träger des Bildungszentrums für Gesundheitsberufe Magdeburg.

## Struktur
Die Stiftungen betreiben vielfältige medizinische und pflegerische Einrichtungen. Im Einzelnen sind dies
- Bereich Gesundheit (Klinikum in den Pfeifferschen Stiftungen, Lungenklinik Lostau, Medizinisches Versorgungszentrum der Pfeifferschen Stiftungen)
- Behindertenhilfe mit den Bereichen Wohnen und Arbeiten, eine Integrationsgesellschaft sowie eine Arbeitsambulanz; Arbeitsangebote für Menschen mit psychischen Erkrankungen werden in der PRW gemacht.
- Bereich Altenhilfe (stationäre und ambulante Dienste)
- Palliativ- und Hospizzentrum
- Bildungszentrum für Gesundheits- und Pflegeberufe
- Dienstleistungsgesellschaft der Pfeifferschen Stiftungen

## Status
Die Stiftungen sind als „Milde Stiftung bürgerlichen Rechts“ organisiert, haben den Status einer juristischen Person und sind steuerbegünstigt. Man versteht sich als Bestandteil der Evangelischen Kirche in Mitteldeutschland und ist Mitglied im Diakonischen Werk Mitteldeutschland. Die Stiftungen werden durch den hauptamtlichen Vorstand vertreten, der aus dem Vorsteher als Vorstandsvorsitzendem und dem kaufmännischen Vorstand besteht. Das Kuratorium mit mindestens 7 und höchstens 12 Mitgliedern ist das oberste Organ der Stiftungen und beaufsichtigt den Vorstand. Die Pfeifferschen Stiftungen haben Parochialrechte.

## Geschichte
Gegründet wurden die Stiftungen am 20. Oktober 1889 unter dem Namen „Evangelisches Johannesstift“ zur Pflege alter Menschen durch den evangelischen Superintendenten Gustav Adolf Pfeiffer. Eine weitere Aufgabe des Stifts war die Tagesbetreuung von Kindern. Dazu wurde 1891 das „Dorotheenhaus“ für geistig behinderte Kinder eröffnet. 1893 folgte ein Männerpflegeheim. Der deutsche Kaiser verlieh 1895 der Anstalt die Rechte einer juristischen Person.
Im Mai 1899 wurden die Samariterkirche, das „Samariterhaus“ sowie drei weitere Häuser eingeweiht. Das Samariterhaus war zur Betreuung Körperbehinderter vorgesehen. Im Jahre 1900 kamen auf Einladung Pfeiffers die ersten Diakonissen aus Breslau als Probeschwestern in die Stiftungen. Nachdem sich die Zusammenarbeit bewährt hatte, wurde für die in den Stiftungen tätigen Diakonissen das „Diakonissen-Mutterhaus in den Pfeifferschen Stiftungen“ geschaffen. Die Stiftungen tragen seit dem 28. August 1902 und somit noch zu Lebzeiten Pfeiffers den Namen ihres Gründers und heißen „Pfeiffersche Stiftungen zu Magdeburg-Cracau“. Am 1. Juli 1908 wurde der Status einer selbstständigen Kirchengemeinde verliehen. Nachfolger Pfeiffers wurde der in Rothenburg/Oberlausitz tätigte Oberpfarrer Martin Ulbrich. Unter seiner Leitung wurde 1914 ein Handwerkerheim für Lehrlinge mit Körperbehinderung errichtet. 1926/1927 erfolgte der Bau des Hauses „Bethesda“ für pflegebedürftige Frauen. Im gleichen Jahr wurde als Krankenhaus für die Heimbewohner und Mitarbeiter das „Luisenhaus“ errichtet.

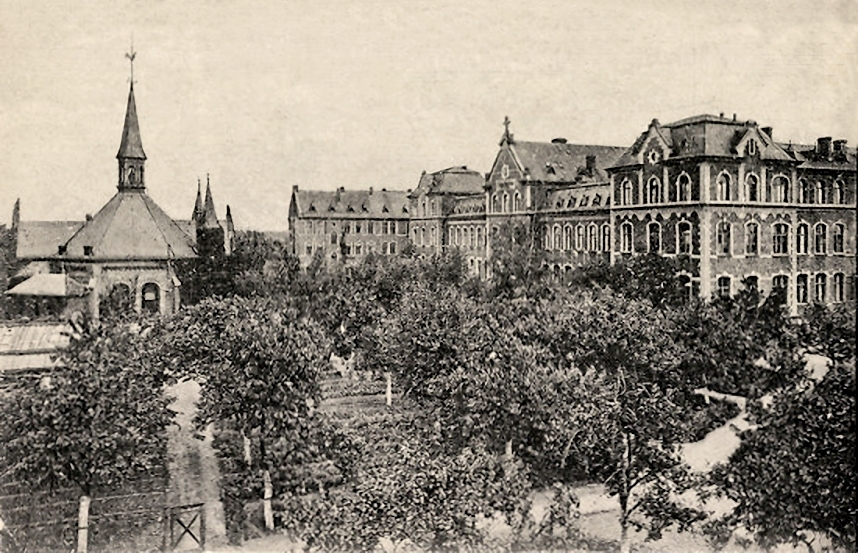
Samariterkirche mit Samariterhaus
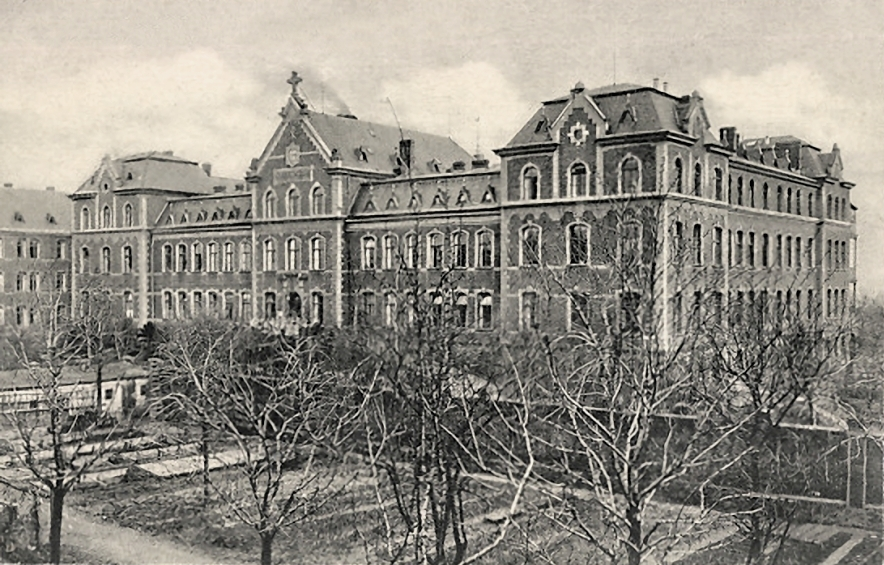
Samariterhaus
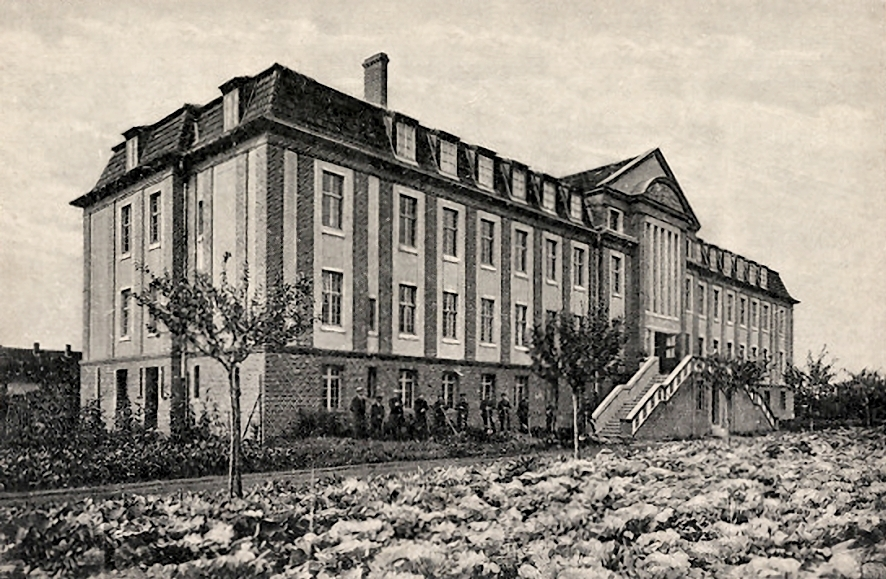
Hohenzollernstift
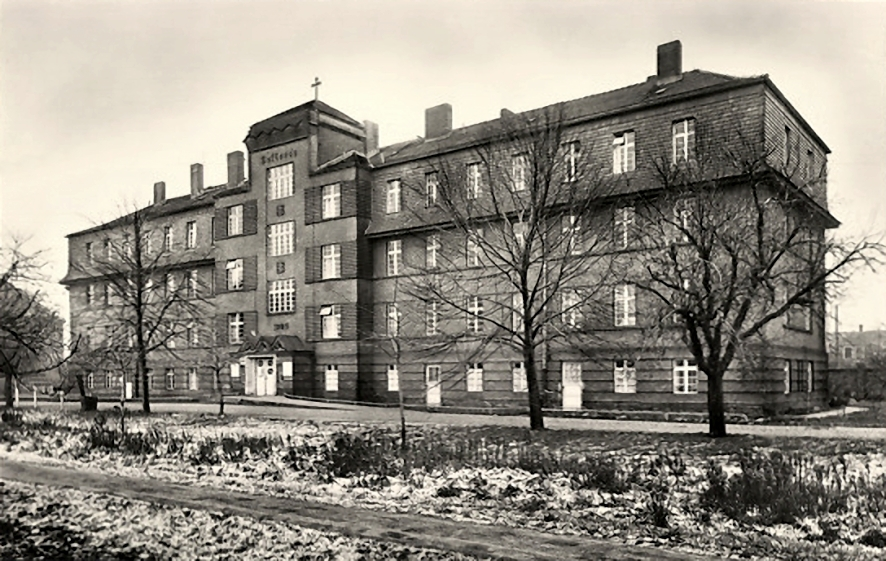
Haus Bethesda

Bei einem Bombenangriff am 21. Januar 1944 erlitten die Gebäude der Stiftungen, wie etwa das „Samariterhaus“ erhebliche Zerstörungen. Auch die Kirche war so stark getroffen, dass der Abriss drohte. Sie konnte nach dem Krieg jedoch mit eigenen Kräften wieder aufgebaut werden und wurde am Reformationstag, dem 31. Oktober 1949, wieder eröffnet. Auf dem Höhepunkt der Krise zwischen der evangelischen Kirche und den Herrschenden in der DDR Anfang der 1950er Jahre wurden die Stiftungen unter später als falsch erwiesenen Anschuldigungen der Vernachlässigung und illegaler Beschäftigung der betreuten geistig Behinderten enteignet und unter die Leitung der Stadt Magdeburg gestellt. Nach scharfen Protesten der Magdeburger Kirchenleitung wurde die Enteignung rückgängig gemacht. Am 1. Februar 1955 schlossen sich die beiden in den Stiftungen tätigen Diakonissen-Schwesternschaften zur „Diakonissenanstalt Bethanien“ zusammen.
Nachdem sich Ende der 1970er Jahre das Verhältnis zwischen Staat und Kirche entspannt hatte, konnte mit der baulichen Erweiterung begonnen werden. Zur bereits bestehenden Orthopädischen Klinik kamen noch Kliniken für Innere Medizin, Frauenheilkunde und Chirurgie. Im Zuge der Spezialisierung der Krankenhäuser der Stadt Magdeburg wurde 1987 die Klinik für Gynäkologie und Geburtshilfe geschlossen.
Nach der politischen Wende 1989 und der Wiederherstellung der dt. Einheit 1990 wurden alle Wohnangebote für alte Menschen und für Menschen mit Behinderungen erheblich erweitert. Die alten Gebäude wurden komplett saniert, neue – auch außerhalb des Geländes der Pfeifferschen Stiftungen – wurden errichtet.
1994 begann man mit dem Neubau eines Krankenhauses, und bis 2001 kamen ein Funktionstrakt, zwei Bettenhäuser und der Neubau der Klinik für Orthopädie hinzu. Am 1. Januar 1996 wurde die Lungenklinik Lostau – bis dahin im Eigentum des Landes Sachsen-Anhalt – übernommen.
2012 wurde unter der Schirmherrschaft des Ministerpräsidenten Sachsen-Anhalts, Reiner Haseloff, der Grundstein für das erste stationäre Kinderhospiz in Sachsen-Anhalt gelegt und am 6. März 2013 in seinem Beisein eröffnet.
Am 20. Januar 2025 ordnete das Amtsgericht Magdeburg auf Antrag der Pfeifferschen Stiftungen die Durchführung eines Schutzschirmverfahrens an.

## Persönlichkeiten
- Otto Perl, Gründer des Selbsthilfebundes der Körperbehinderten, lebte von 1934 bis 1943 auf dem Grundstück der Stiftungen
- Kurt August Koelsch, Chirurg, nach 1947 zeitweilig ärztlicher Leiter der Stiftungen
- Gustav Kleff, Gynäkologe und Geburtshelfer, errichtete am 1. April 1947 an den Stiftungen eine gynäkologisch-geburtshilfliche Abteilung, welche bis 1987 bestand
- Martin Stahn, Archivar, arbeitete von 1900 bis 1902 als Sekretär der Stiftungen
- Friedrich Peter, Theologe, Pfarrer und Bischof, arbeitete in den 1920er Jahren als Hilfsprediger in den Stiftungen
- Johannes Jänicke, Pfarrer und Bischof, 1979 auf dem Friedhof der Pfeifferschen Stiftungen bestattet (seine Frau starb bereits 1965 und wurde ebenfalls hier bestattet)
- Karl Hüllweck, Pfarrer und Schriftsteller, mit seiner Frau 1994 auf dem Friedhof der Pfeifferschen Stiftungen bestattet